# Калье-Бін (Центральний бахш, шагрестан Талеш)
Калье-Бін (перс. قلعه بين) — село в Ірані, у дегестані Кухестані-є-Талеш, у Центральному бахші, шагрестані Талеш остану Ґілян. За даними перепису 2006 року, його населення становило 119 осіб, що проживали у складі 23 сімей.

## Клімат
Середня річна температура становить 7,90 °C, середня максимальна – 24,28 °C, а середня мінімальна – -9,73 °C. Середня річна кількість опадів – 388 мм.
| Клімат поселення                              | Клімат поселення | Клімат поселення | Клімат поселення | Клімат поселення | Клімат поселення | Клімат поселення | Клімат поселення | Клімат поселення | Клімат поселення | Клімат поселення | Клімат поселення | Клімат поселення | Клімат поселення |
| Показник                                      | Січ.             | Лют.             | Бер.             | Квіт.            | Трав.            | Черв.            | Лип.             | Серп.            | Вер.             | Жовт.            | Лист.            | Груд.            |                  |
| Середній максимум, °C                         | 3,03             | 3,56             | 6,10             | 13,38            | 18,13            | 21,96            | 24,28            | 23,88            | 19,89            | 15,51            | 10,03            | 4,84             |                  |
| Середня температура, °C                       | −3,34            | −2,8             | −0,27            | 7,01             | 11,76            | 15,59            | 19,03            | 18,62            | 14,62            | 10,25            | 4,78             | −0,42            |                  |
| Середній мінімум, °C                          | −9,73            | −9,18            | −6,65            | 0,63             | 5,38             | 9,22             | 13,77            | 13,38            | 9,35             | 5,00             | −0,49            | −5,67            |                  |
| Норма опадів, мм                              | 29               | 30               | 47               | 52               | 53               | 24               | 15               | 14               | 25               | 41               | 30               | 28               |                  |
| Середньомісячна швидкість вітру, м/с          | 2.16             | 2.64             | 2.66             | 2.81             | 2.25             | 2.12             | 2.30             | 2.23             | 1.94             | 2.06             | 2.34             | 2.14             |                  |
| Середньомісячна сонячна радіація, кДж/м²·день | 7185             | 9833             | 12164            | 16185            | 19942            | 22977            | 23379            | 20139            | 17209            | 12104            | 8731             | 6863             |                  |
| --------------------------------------------- | ---------------- | ---------------- | ---------------- | ---------------- | ---------------- | ---------------- | ---------------- | ---------------- | ---------------- | ---------------- | ---------------- | ---------------- | ---------------- |
| Джерело:                                      |                  |                  |                  |                  |                  |                  |                  |                  |                  |                  |                  |                  |                  |